# 5628 Preußen
5628 Preußen è un asteroide della fascia principale. Scoperto nel 1991, presenta un'orbita caratterizzata da un semiasse maggiore pari a 2,7546710 au e da un'eccentricità di 0,0448861, inclinata di 3,69818° rispetto all'eclittica.
L'asteroide è dedicato all'antico stato europeo della Prussia.